# مبارک البیشی
مبارک البیشی (انگلیسی: Mubarak Al-Bishi؛ زادهٔ ۶ نوامبر ۱۹۹۱) یک بازیکن فوتبال اهل عربستان سعودی است.
از باشگاه‌هایی که در آن بازی کرده‌است می‌توان به الهلال عربستان اشاره کرد.